# Diamond Springs (Kalifornija)
Diamond Springs je naseljeno područje za statističke svrhe u američkoj saveznoj državi Kalifornija. Prema popisu stanovništva iz 2010. u njemu je živjelo 11,037 stanovnika.